# Coupe du Niger de football
La Coupe du Niger de football est une compétition de football créée en 1974. Le vainqueur de la compétition se qualifie pour la Coupe de la confédération.

## Palmarès
- 1974 : Sahel SC 3-0 Magaria FC
- 1975 : Olympic FC 2-1 Tessaoua FC
- 1976 : Liberté FC 2-1 Espoir FC
- 1977 : Olympic FC 4-2 Espoir FC
- 1978 : Sahel SC 4-3 Espoir FC
- 1979 : AS Niamey 5-1 AS Taoua
- 1980 : AS Niamey 1-0 AS Zinder
- 1981 : AS Niamey 1-1 / 3-0 AS Maradi
- 1982 : Zoundourma 2-1 AS Niamey
- 1983 : Jangorzo FC 3-3  (tab 4-3) Olympic FC
- 1984 : Espoir FC 1-0 Liberté FC
- 1985 : Espoir FC 1-1 (tab 6-5) Olympic FC
- 1986 : Sahel SC 2-0 Yadio FC 104
- 1987 : Liberté FC 2-0 Ader Club
- 1988 : Liberté FC 1-1 (tab 6-5) Ader Club
- 1989 : Liberté FC 2-1 Ader Club
- 1990 : Olympic FC 1-0 Liberté FC
- 1991 : Olympic FC 0-0 (tab 4-3) Sahel SC
- 1992 : Sahel SC 2-1 Olympic FC
- 1993 : Sahel SC 2-1 Olympic FC
- 1994 : Zumunta AC 3-1 Espoir FC
- 1995 : ASFAN Niamey 3-1 Liberté FC
- 1996 : Sahel SC 3-2 JS Ténéré
- 1997 : JS Ténéré 6-2 Jangorzo FC
- 1998 : JS Ténéré 4-0 Liberté FC
- 1999 : JS Ténéré 2-0 Sahel SC
- 2000 : JS Ténéré 3-1 Olympic FC
- 2001 : Akokana FC 1-1 (tab 5-4) Jangorzo FC
- 2002 : Non disputée
- 2003 : Olympic FC 4-1 Alkali Nassara Club
- 2004 : Sahel SC 2-1 Akokana FC
- 2005 : Tournoi abandonné
- 2006 : Sahel SC 3-0 AS-FNIS
- 2007 : AS-FNIS 3-0 Espoir FC
- 2008 : AS Police 2-0 Akokana FC
- 2009 : ASFAN Niamey 1-0 AS-FNIS
- 2010 : ASFAN Niamey 2-1 AS Garde nationale
- 2011 : Sahel SC 1-0 Jangorzo FC
- 2012 : Sahel SC 2-1 Urana FC
- 2013 : ASN Nigelec  1-0 Akokana FC
- 2014 : Sahel SC 3-0 US Gendarmerie Nationale
- 2015 : AS SONIDEP 1-0 US Gendarmerie Nationale
- 2016 : AS Douanes 1-1 (4-3 tab) Akokana FC
- 2017 : Sahel SC 0-0 (tab 3-0) AS SONIDEP
- 2018 : AS GNN 0-0 (5-4 tab) Racing FC
- 2019 : AS Sonidep 1-0 US Gendarmerie Nationale
- 2020 : Coupe abandonnée
- 2021 : US Gendarmerie Nationale 1-1 (4-3 tab) AS Police
- 2022 : AS Douanes 1-1 (4-3 t. a. b.) US Gendarmerie Nationale
- 2023 : AS GNN 1-1 (5-4 tab) AS Douanes
- 2024 : ASFAN Niamey 1-0 US Gendarmerie Nationale
- 2025 : ASN Nigelec 0-0 (4-3 t. a. b.) AS Douanes

## Bilan par club
| Club                     | Titres | Année                                                                  |
| ------------------------ | ------ | ---------------------------------------------------------------------- |
| Sahel SC                 | 12     | 1974, 1978, 1986, 1992, 1993, 1996, 2004, 2006, 2011, 2012, 2014, 2017 |
| Olympic FC               | 5      | 1975, 1977, 1990, 1991, 2003                                           |
| JS Ténéré                | 4      | 1997, 1998, 1999, 2000                                                 |
| Liberté FC               | 4      | 1976, 1987, 1988, 1989                                                 |
| ASFAN                    | 4      | 1995, 2009, 2010, 2024                                                 |
| AS Niamey                | 3      | 1979, 1980, 1981                                                       |
| AS GNN (ex-AS FNIS)      | 3      | 2007, 2018, 2023                                                       |
| Espoir FC                | 2      | 1984, 1985                                                             |
| AS SONIDEP               | 2      | 2015, 2019                                                             |
| AS Douanes               | 2      | 2016, 2022                                                             |
| ASN Nigelec              | 2      | 2013, 2025                                                             |
| AS Police                | 1      | 2008                                                                   |
| Akokana FC               | 1      | 2001                                                                   |
| Zumunta AC               | 1      | 1994                                                                   |
| Jangorzo FC              | 1      | 1983                                                                   |
| Zoundourma               | 1      | 1982                                                                   |
| US Gendarmerie Nationale | 1      | 2021                                                                   |